# François Louis de Fitte
François Louis de Fitte, comte de Soucy, né le 10 août 1751 à Vitry-sur-Seine et mort le 31 juillet 1793 à Coutances (Manche), est un général de la Révolution française.

## États de service
Il est nommé colonel le 25 juillet 1791 au Régiment d'Angoumois. Il est promu général de brigade le 6 février 1792.
Il commande à Cherbourg au moment de la Révolution. Il adhère au mouvement fédéraliste et il contribue à la constitution d’un parti royaliste en Normandie. Sur le point d’être arrêté, il est certain d’être guillotiné, il se suicide à Coutances le 31 juillet 1793, en se tirant une balle de pistolet dans la tête, laissant sa femme et ses six enfants dans la misère.

## Sources
- (en) « Generals Who Served in the French Army during the Period 1789 - 1814: Eberle to Exelmans »
- François Louis de Fitte de Soucy  sur roglo.eu